# Chris Thile

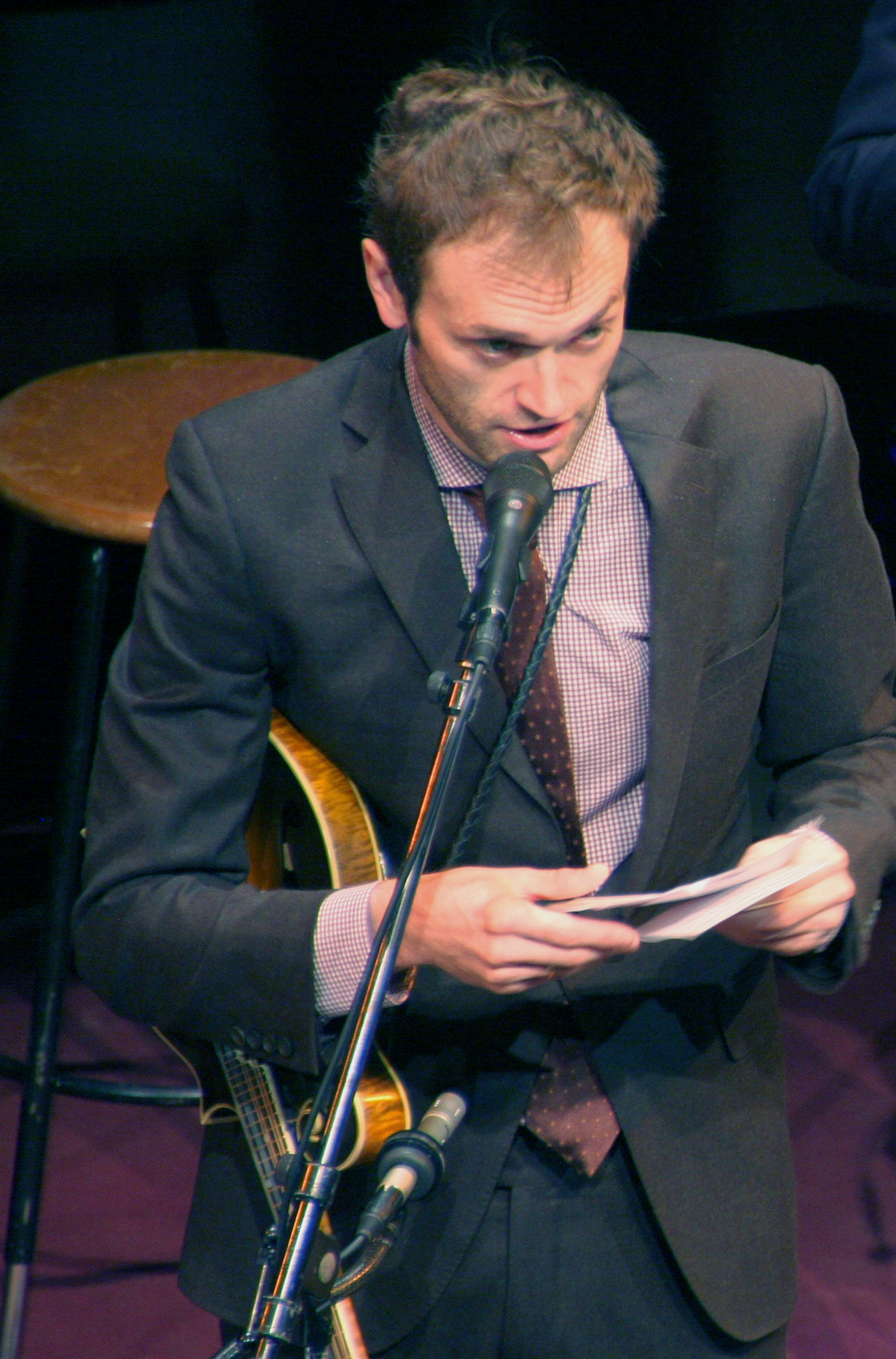
Thile	em 2016

Chris Thile (Oceanside (Califórnia), 20 de fevereiro de 1981) é um bandolinista norte-americano, conhecido do grupo californiano dos bluegrass Nickel Creek. Além disso, Thile gravou cinco álbuns como projectos desde 1994, intitulado primeiramente Leading Off.
Em 2008, Thile planeja liberar seu sexto álbum com sua faixa nova, Punch Brothers. O grupo tem quatro membros além de Thile: Noam Pikelny, Greg Garrison, Gabe Witcher, e Chris Eldridge.

## Discografia

### Solo
- Leading Off (1994)
- Stealing Second (1997)
- Not All Who Wander Are Lost (2001)
- Deceiver (2004)
- How to Grow a Woman from the Ground (2006)
- Untitled (2007)